# 岐阜市立本荘小学校
岐阜市立本荘小学校（ぎふしりつ ほんじょうしょうがっこう）は、岐阜県岐阜市此花町6丁目にある公立小学校。

## 沿革
- 1873年（明治6年）
  - 4月 - 成物義校として開設される（第二大学区下第三十番中学区十五番小学）。妙円寺[注釈 1]を仮校舎とする。
  - 9月 - 校舎が完成。
- 1878年（明治11年）9月 - 厚見郡鳥屋村立成物小学校に改称される。
- 1886年（明治19年） - 鳥屋村立成物小学校に改称される。
- 1890年（明治23年）3月24日 - 鳥屋村が本荘村に改称されたことにより、本荘村立成物小学校に改称される。
- 1891年（明治24年）10月28日 - 濃尾地震により校舎が倒壊。
- 1892年（明治25年）4月 - 妙円寺を仮校舎とし、授業を再開。
- 1893年（明治26年）9月 - 新校舎が完成する。
- 1894年（明治27年）1月 - 本荘村立本荘尋常小学校に改称する。
- 1897年（明治30年） - 厚見郡、各務郡、方県郡の一部と合併して稲葉郡となる。
- 1902年（明治35年）5月 - 本荘村、鏡島村、市橋村で組合をつくり、鏡島村に組合立精華高等小学校が開校する。
- 1911年（明治44年） - 精華高等小学校が廃校。
- 1912年（明治45年）5月 - 農工補習学校を併設する。
- 1913年（大正2年）3月 - 校舎を増築する。
- 1919年（大正8年）4月 - 高等科が加わり、本荘村立本荘尋常高等小学校に改称する。
- 1925年（大正14年）7月 - 新校舎（木造2階建）が完成する。
- 1931年（昭和6年）4月1日 - 稲葉郡本荘村が岐阜市に編入される。これにより、岐阜市立本荘尋常高等小学校に改称する。
- 1938年（昭和13年）4月1日 - 校区の一部が新設の木之本尋常小学校に移る。
- 1941年（昭和16年）
  - 4月1日 - 岐阜市立本荘国民学校に改称する。
  - 4月26日 - 近くの民家の火災に巻き込まれ、校舎が全焼する。岐阜高等女学校、快楽寺[注釈 2]、木之本国民学校で分散授業を行う。
- 1943年（昭和18年）3月 - 校舎を再建する。
- 1945年（昭和20年）7月9日 - 岐阜空襲により校舎を全焼する。岐阜高等女学校、快楽寺、三菱レイヨン岐阜工場の寮、本荘神社で分散授業を行う。
- 1946年（昭和21年）3月 - バラック仮校舎が完成する。
- 1947年（昭和22年）4月1日 - 岐阜市立本荘小学校に改称する。
- 1951年（昭和26年）3月 - 北舎が完成する。
- 1955年（昭和30年）11月15日 - 南舎が完成する。
- 1956年（昭和31年）5月20日 - 南舎が増築する。
- 1964年（昭和39年）4月1日 - 岐阜市民病院に病弱学級を設置する。
- 1965年（昭和40年） - 新校舎（鉄筋コンクリート造）が完成する。
- 1966年（昭和41年） - 校舎を増築する。
- 1967年（昭和42年） - 校舎を増築する。
- 1970年（昭和45年） - 校舎を増築する。体育館が完成する。
- 1971年（昭和46年） - 西舎が完成する。
- 1978年（昭和53年） - 特殊学級が設置される。
- 2018年（平成30年）4月1日 - 3学期制から2学期制に移行。

## 通学区域
- 稲荷町3～5丁目、羽衣町2～6丁目、錦町2～6丁目、本荘町、本荘、本荘西1～4丁目、本荘中ノ町1～10丁目、豊岡町、富沢町、大池町、香取町1～3丁目、鹿島町2～8丁目、葭町2～7丁目、梅園町、久保見町、熊野町、吹上町2～6丁目、寿町2～7丁目、権現町、此花町2～6丁目、早苗町2～7丁目、桜通6丁目、菊井町、如月町2～6丁目、瑞穂町、三歳町3～5丁目、三ツ又町、新興町、島田西町、島田中町、島田東町、敷島町2～10丁目、雲雀ケ丘、西荘1丁目（15番1～4号・6～15号・17～19号・89～91号）、香蘭2丁目（69～115番・120～129番）・3丁目[1]

## 進学先中学校
- 岐阜市立本荘中学校

## 交通アクセス
- 東海道本線西岐阜駅より徒歩20分
- 岐阜バス
  - 岐阜高富線、岐北線、岐阜女子大線、北方河渡線、美江寺穂積線「市民病院前」バス停下車　徒歩5分
- 岐阜市コミュニティバス
  - すまいるバス「本荘公民館」より下車
  - 西ぎふ・くるくるバス「市民病院北口」より下車、徒歩8分

## 周辺施設
- 岐阜市民病院
- 岐阜県立岐南工業高等学校
- 岐阜市立本荘中学校 - 進学先中学校
- 本荘公園
  - 岐阜市本荘市民プール
- こばと幼稚園
- みのり幼稚園

## 関係者

### 出身者
- 山田貴志 - 元プロ野球選手[2]